# ハビエル・サビオラ
ハビエル・ペドロ・サビオラ・フェルナンデス（Javier Pedro Saviola Fernández, 1981年12月11日 - ）は、アルゼンチン・ブエノスアイレス出身の元サッカー選手。元アルゼンチン代表。現役時代のポジションはフォワード。

## 経歴

### 生い立ち
1981年12月11日、首都ブエノスアイレスで生まれる。サビオラが育ったベルグラーノ地区は市内でも有数の富裕層が住む住宅街で、サビオラ自身も何不自由なく少年時代を過ごした。多くの友人と同様サビオラも早くからボールにさわり始め、小学生の頃から数クラブを渡り歩き、10歳の時CAリーベル・プレートのユースに入団する。ちなみに、ディエゴ・マラドーナ擁するアルゼンチン代表が86年メキシコW杯で2度目の優勝を飾っていたが、当時5歳のサビオラの記憶には残っておらずマラドーナからの影響は薄く、憧れの選手はアリエル・オルテガだったという。

### リーベル・プレート
リーベルではトライアウトの時からそのゴール感覚と独創的なプレーは注目されており、サビオラの才能を見守る環境は充実していたようだが、試合になると力が発揮できず、入団して数年間は控え要員としての日々が続いた。本人によるとその時は退団も考えていたようだが、度重なるコーチ陣の説得でやっていく自信を保っていたという。14歳となる95年頃から急激に試合感覚をつかみ始め、クラブ内での地位を高めた。
入団から7年が過ぎた97年、Jリーグでも活躍したラモン・ディアスの引き抜きで、サビオラ16歳の時にトップチームへ昇格する。98年10月18日CAヒムナシア・イ・エスグリマ・デ・フフイ戦に後半から途中出場しプリメーラ・ディビシオンデビューを果たした。
翌1999-2000シーズンはレギュラーポジションを獲得し、前期シーズンの得点王となり、プリメーラ・ディビシオン最年少得点王記録歴代2位につく活躍を見せた。歴代1位はディエゴ・マラドーナの18歳と1日、サビオラは18歳と9日。2000年8月16日にはパラグアイ戦でアルゼンチン代表デビュー。更に2001年、地元開催となったFIFAワールドユース選手権では7試合11得点でU-20アルゼンチン代表の優勝に貢献すると共に、自身も得点王とMVPを受賞した。

### バルセロナ時代

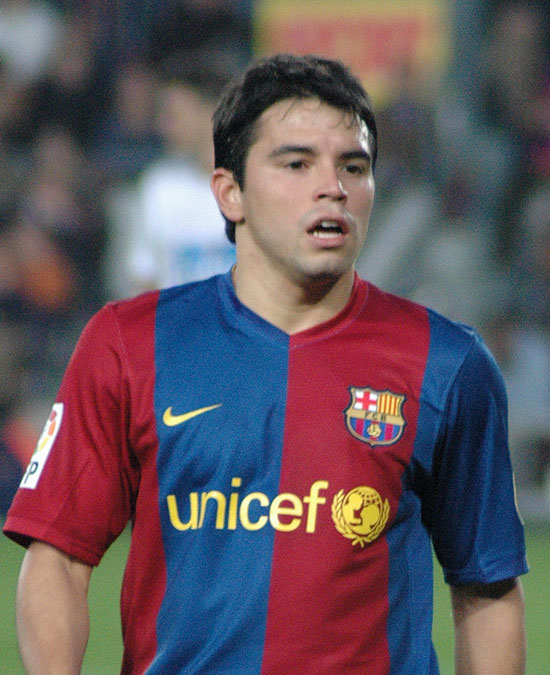
バルセロナでプレイするサビオラ

ワールドユースで活躍したサビオラに特に執念を燃やして獲得に動いていたのがスペインのFCバルセロナで、最終的に43億ペセタ、当時の日本円にして約28億円の移籍金の下に両クラブは合意に至るが、これはバルセロナが獲得に乗り出して1年半の時間を要してのことだった。当初リーベルはサビオラを手放すことは考えておらず、提示された移籍金に不満で、移籍交渉は難航した。バルセロナ側の果敢な交渉と本人の強い意向、更に癌に侵され闘病中だったサビオラの父親がスペインで治療したいと懇願し、この一件は決着がついた。
リーガ・エスパニョーラ2001-02シーズン、サビオラは当時のバルセロナのエースであったパトリック・クライファート、当時サッカー界のカリスマ的存在だったリバウドと共にトリデンテと称される3トップを形成し、チーム2位の17得点を記録。日韓W杯での活躍も期待されたが、代表監督のマルセロ・ビエルサは、「実力が同じなら経験の多い選手を選ぶ」として、6年ぶりに代表復帰したベテランのクラウディオ・カニーヒアを選出し、サビオラは本大会のメンバーには選ばれなかった。
リーガ・エスパニョーラ2002-03シーズン開幕直前にリバウドがバルセロナを退団。チームは第4節アウェーでのレアル・ベティス戦の3-0の完敗を皮切りに、2度の3連敗、4度の2-2スコアでの引き分けと低迷し、順位は一時期12位にまで後退した。サビオラはバルサ移籍後初のハットトリックを決め、プロ通算100ゴールも達成したが36試合で13得点という結果に終わり、チームもリーグ戦6位という成績でシーズンを終えた。しかし、UEFAチャンピオンズリーグでは昨年の準優勝チームのバイエル・レバークーゼンと同組になるなかで、1次予選からの11連勝で大会連勝新記録を樹立。準々決勝でユヴェントスFCの前に敗退したが、サビオラはゴール前での勝負強さを発揮し、得点を重ねた。
リーガ・エスパニョーラ2003-04シーズン、監督にフランク・ライカールトが就任し、ロナウジーニョが背番号10番で加入。監督交代に伴い選手選考はシーズン中盤まで手探り状態となり、システムもWGを採用したり中盤を5枚にしたりとなかなか定まらず、サビオラも起用法に振り回された。クリスマス休暇を挟んで2004年からロナウジーニョとルイス・ガルシアを両STに置き、サビオラをCFに固定した3トップに落ち着き、リーグ終盤から怒涛の8連勝で中位から一気に2位に浮上し、そのまま順位を維持しシーズンを終えた 。サビオラはクライファートとのポジション争いを制しての先発だった。アテネ五輪のメンバーに選出され本大会に出場するも、レギュラーにはこの大会で得点王となるカルロス・テベスが起用され、サビオラはグループリーグ第2戦のチュニジア戦で1ゴール決めるも、大会を通して控えに甘んじた。
2004-05シーズン、ライカールト監督は昨シーズンの終盤での手応えにチームの方針を固め、更に昨シーズンから会長職に就任したジョアン・ラポルタがジョアン・ガスパール前会長時代に獲得した選手からの脱却を図り、大幅にメンバーが入れ替わった。サミュエル・エトー、ヘンリク・ラーションらの加入に伴いサビオラはライカールト監督の構想外となり、バルセロナ復帰を願う形でASモナコへレンタル移籍。2005-06シーズン、モナコとの契約を終えたサビオラはセビージャFCにレンタル移籍。万年中位に甘んじていたセビージャの上位進出に貢献し、UEFAカップを獲得した。
これで一旦バルセロナに復帰を果たすが、そこには2シーズン続けて年間30得点以上を決めていたサミュエル・エトーがCFの位置を不動のものとしており、また依然としてライカールト監督の眼中になく、レンタル先でそれを揺るがすほどの活躍ができなかったことから上層部は他クラブへ完全移籍させることを切望した。しかしサビオラ本人はバルサへの思いが強く、契約を選択し残留。なお、本人やクラブは「スポーツ上の理由からの残留」としている。2006年ドイツW杯にて念願のW杯デビューを果たすと、テベスやメッシを抑え、エルナン・クレスポと共にレギュラーの2トップに起用され、初戦のコートジボワール戦でゴールを決めた。
リーガ・エスパニョーラ2006-07シーズン、エトーやリオネル・メッシが怪我によって長期離脱するという事態からチャンスを得て、シーズン当初は活躍を続けた。しかし、その後は自身の負傷などもあって調子を落とし、特にUEFAチャンピオンズリーグなど重要な試合で活躍できず、彼らが復帰すると再び出場機会を失った。また、この年にはエイドゥル・グジョンセンが加入していたこともサビオラの立場を失う要因となった。バルセロナとの契約は同シーズンまでであったが、2007年5月になってバルサから提示された条件は現行の契約から大幅ダウンとなり、サビオラ自身もチーム内での存在の薄さを感じ、6月18日にバルセロナからの退団が決定した。それでも最もバルセロニスタから愛された選手の一人であり、同シーズンの新聞の調査ではサビオラを支持する票も多かった。

### レアル・マドリード時代とその後

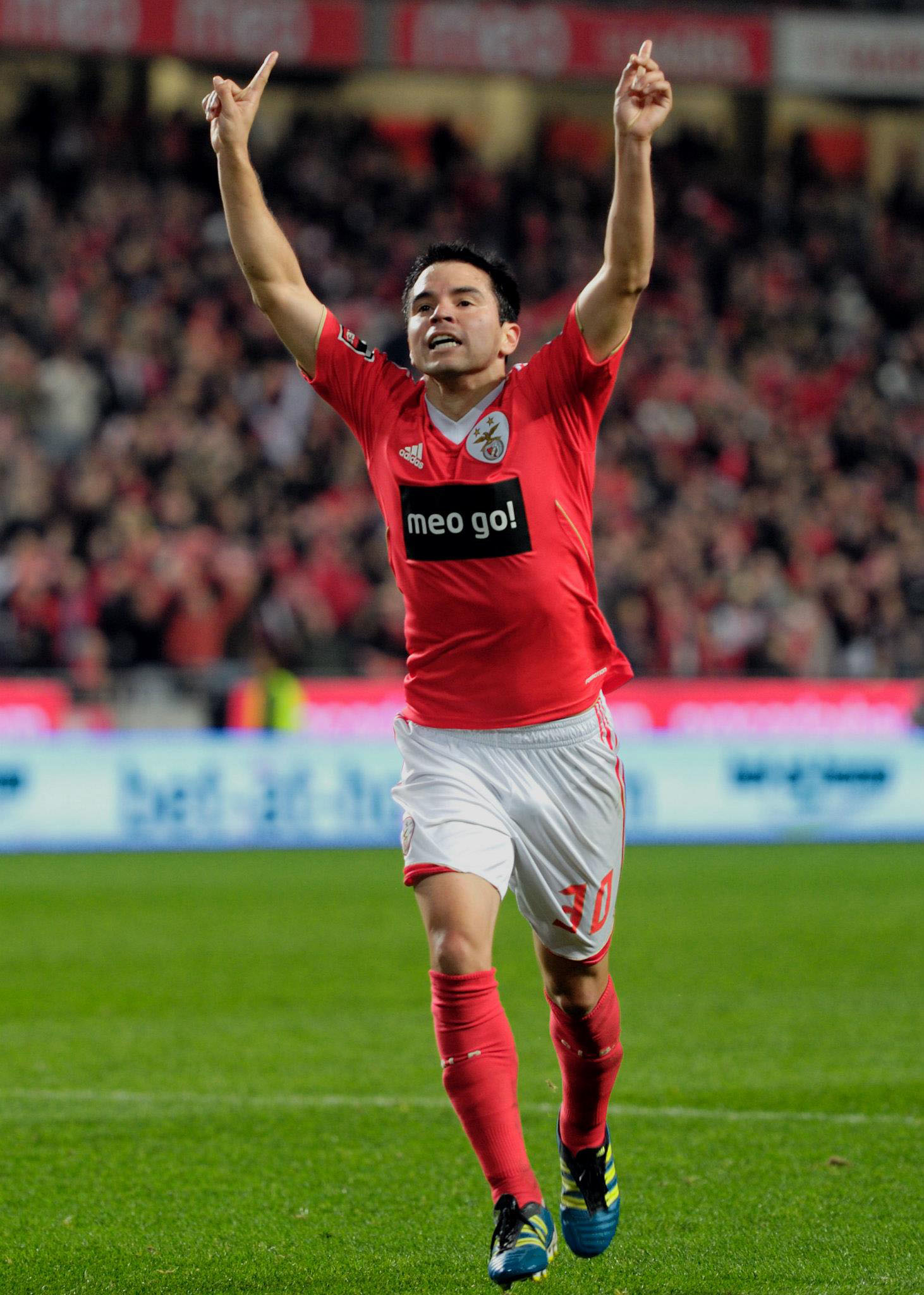
ベンフィカでプレイするサビオラ

同年7月、バルセロナの最大のライバルであるレアル・マドリードへ移籍した。これは長年の敵対関係にある両クラブ間を渡り歩く「禁断の移籍」であり、彼の境遇からルイス・フィーゴの移籍時のようにサポーターの怒りを買うような「裏切り行為」と非難されることはなかったが、バルセロニスタの間からは戸惑いの声が聞かれた。
レアル・マドリードの一員として迎えた2007-08シーズン、チームはリーガ・エスパニョーラ2連覇を果たすものの、チームの主将であり同じポジションを争うラウル・ゴンサレスがかつてのような得点力を取り戻し、また自身の負傷もあって試合出場の機会は殆どなく、続く2008-09シーズンもラウルやルート・ファン・ニステルローイの控えに甘んじ、またラファエル・ファン・デル・ファールトやクラース・ヤン・フンテラールの加入、ゴンサロ・イグアインの台頭もあってなかなか出場機会が得られなかった。本人も不満を爆発させ、冬の移籍市場ではポーツマスFCやPSVアイントホーフェンなどへの移籍が噂されたが、結局合意には至らなかった。
2009年6月26日、移籍金500万ユーロの3年契約でリーガ・サグレスのSLベンフィカに移籍。ベンフィカでは親友であるパブロ・アイマールとのコンビで完全復活を遂げている。2009-10シーズン、ベンフィカのリーグ優勝とタッサ・ダ・リーガ（ポルトガル・カップ）優勝の2冠に貢献し、ポルトガル・リーグ年間最優秀選手に選ばれた。
2012年8月30日、マラガCFへ完全移籍。
2014年9月1日、エラス・ヴェローナFCへ移籍。

### リーベル・プレート復帰
2015年8月、14年ぶりに古巣リーベル・プレートに復帰した。スルガ銀行チャンピオンシップに先発出場して、ガンバ大阪を下し優勝を果たした。しかし衰えは隠しきれず、2015シーズンは13試合に出場して無得点という成績に終わり、2016年1月7日、クラブから戦力外通告を受け、退団を発表した。

### その後
サビオラ本人は現役引退していないが、無所属のまま、監督ライセンス取得に動き始め、知人を介してアンドラン・プリメーラ・ディビシオのFCオルディノのアシスタントコーチに就任した。また2017年1月には、スペインサッカー連盟主催のコーチングスクールに通学していたことが報じられている。

## エピソード
- 好きな背番号は7。
- 好きな食べ物はチョコレートパフェ。
- 大のバルセロニスタである（ただ、前述のようにレアル・マドリードに移籍）。
- その幼い顔つきから女性に人気があり、「サビオラは女性にしかサインしない」と揶揄されたこともある。
- 本人は些か自分の愛称をよく思っていないらしく、「ウサギってあだ名はあまり好きじゃない」と発言している。
- バルセロナではロナウジーニョが入団するまでサビオラのユニフォームが一番人気であった。
- 好きな選手はパブロ・アイマールとシャビ・エルナンデス。また、2人とは親友関係にあり、サビオラへのアシストの供給源でもある。

## 個人成績
| 国内大会個人成績 | 国内大会個人成績   | 国内大会個人成績 | 国内大会個人成績 | 国内大会個人成績 | 国内大会個人成績            | 国内大会個人成績 | 国内大会個人成績 | 国内大会個人成績   | 国内大会個人成績   | 国内大会個人成績 | 国内大会個人成績 |
| 年度             | クラブ             | 背番号           | リーグ           | リーグ戦         | リーグ戦                    | リーグ杯         | リーグ杯         | オープン杯         | オープン杯         | 期間通算         | 期間通算         |
| 年度             | クラブ             | 背番号           | リーグ           | 出場             | 得点                        | 出場             | 得点             | 出場               | 得点               | 出場             | 得点             |
| アルゼンチン     | アルゼンチン       | アルゼンチン     | アルゼンチン     | リーグ戦         | リーグ戦                    | リーグ杯         | リーグ杯         | アルヘンティーナ杯 | アルヘンティーナ杯 | 期間通算         | 期間通算         |
| ---------------- | ------------------ | ---------------- | ---------------- | ---------------- | --------------------------- | ---------------- | ---------------- | ------------------ | ------------------ | ---------------- | ---------------- |
| 1998-99          | リーベル・プレート | 27               | プリメーラ       | 20               | 7                           |                  |                  |                    |                    |                  |                  |
| 1999-00          | リーベル・プレート | 7                | プリメーラ       | 31               | 17                          |                  |                  |                    |                    |                  |                  |
| 2000-01          | リーベル・プレート | 7                | プリメーラ       | 35               | 20                          |                  |                  |                    |                    |                  |                  |
| スペイン         | スペイン           | スペイン         | スペイン         | リーグ戦         | リーグ戦                    | 国王杯           | 国王杯           | オープン杯         | オープン杯         | 期間通算         | 期間通算         |
| 2001-02          | バルセロナ         | 7                | リーガ           | 36               | 17                          |                  |                  |                    |                    |                  |                  |
| 2002-03          | バルセロナ         | 7                | リーガ           | 36               | 13                          |                  |                  |                    |                    |                  |                  |
| 2003-04          | バルセロナ         | 7                | リーガ           | 33               | 14                          |                  |                  |                    |                    |                  |                  |
| フランス         | フランス           | フランス         | フランス         | リーグ戦         | リーグ戦                    | F・リーグ杯      | F・リーグ杯      | フランス杯         | フランス杯         | 期間通算         | 期間通算         |
| 2004-05          | モナコ             | 9                | リーグ・アン     | 29               | 8                           |                  |                  |                    |                    |                  |                  |
| スペイン         | スペイン           | スペイン         | スペイン         | リーグ戦         | リーグ戦                    | 国王杯           | 国王杯           | オープン杯         | オープン杯         | 期間通算         | 期間通算         |
| 2005-06          | セビージャ         | 7                | リーガ           | 29               | 9                           |                  |                  |                    |                    |                  |                  |
| 2006-07          | バルセロナ         | 22               | リーガ           | 18               | 5                           |                  |                  |                    |                    |                  |                  |
| 2007-08          | レアル・マドリード | 18               | リーガ           | 9                | 3                           |                  |                  |                    |                    |                  |                  |
| 2008-09          | レアル・マドリード | 9                | リーガ           | 7                | 1                           |                  |                  |                    |                    |                  |                  |
| ポルトガル       | ポルトガル         | ポルトガル       | ポルトガル       | リーグ戦         | リーグ戦                    | リーグ杯         | リーグ杯         | ポルトガル杯       | ポルトガル杯       | 期間通算         | 期間通算         |
| 2009-10          | ベンフィカ         | 30               | スーペル・リーガ | 27               | 11                          |                  |                  |                    |                    |                  |                  |
| 2010-11          | ベンフィカ         | 30               | スーペル・リーガ | 23               | 9                           |                  |                  |                    |                    |                  |                  |
| 通算             | アルゼンチン       | アルゼンチン     | プリメーラ       | 86               | 44\|\|\|\|\|\|\|\|\|\|\|\|  |                  |                  |                    |                    |                  |                  |
| 通算             | スペイン           | スペイン         | リーガ           | 168              | 62\|\|\|\|\|\|\|\|\|\|\|\|  |                  |                  |                    |                    |                  |                  |
| 通算             | フランス           | フランス         | リーグ・アン     | 29               | 8\|\|\|\|\|\|\|\|\|\|\|\|   |                  |                  |                    |                    |                  |                  |
| 通算             | ポルトガル         | ポルトガル       | スーペル・リーガ | 50               | 20\|\|\|\|\|\|\|\|\|\|\|\|  |                  |                  |                    |                    |                  |                  |
| 総通算           | 総通算             | 総通算           | 総通算           | 333              | 134\|\|\|\|\|\|\|\|\|\|\|\| |                  |                  |                    |                    |                  |                  |

## 代表歴

### 出場大会
- アルゼンチン代表
  - 2006 FIFAワールドカップ

### 試合数
- 国際Aマッチ 40試合 11得点（2000年-2007年）[7]

| アルゼンチン代表 | 国際Aマッチ | 国際Aマッチ |
| 年               | 出場        | 得点        |
| ---------------- | ----------- | ----------- |
| 2000             | 1           | 0           |
| 2001             | 0           | 0           |
| 2002             | 3           | 0           |
| 2003             | 8           | 3           |
| 2004             | 10          | 5           |
| 2005             | 8           | 1           |
| 2006             | 5           | 1           |
| 2007             | 5           | 1           |
| 通算             | 40          | 11          |

## タイトル

### クラブ
CAリーベル・プレート
- プリメーラ・ディビシオン : 1999-2000A, 1999-2000C
- コパ・リベルタドーレス : 2015
- スルガ銀行チャンピオンシップ : 2015

セビージャFC
- UEFAカップ : 2005-06

FCバルセロナ
- スーペルコパ・デ・エスパーニャ : 2006

レアル・マドリード
- リーガ・エスパニョーラ : 2007-08
- スーペルコパ・デ・エスパーニャ : 2008

SLベンフィカ
- プリメイラ・リーガ : 2009-10
- タッサ・ダ・リーガ : 2009-10, 2010-11, 2011-12

オリンピアコスFC
- ギリシャ・スーパーリーグ : 2013-14

### 代表
アルゼンチン代表
- FIFAワールドユース選手権 : 2001
- オリンピックサッカー : 2004

### 個人
- プリメーラ・ディビシオン得点王 : 1999-2000A
- 南米年間最優秀選手賞 : 1999
- アルゼンチン年間最優秀選手賞 : 1999
- FIFAワールドユース選手権最優秀選手 : 2001
- FIFAワールドユース選手権得点王 : 2001